# Saint-Chamas
 Saint-Chamas  es una comuna y población de Francia, en la región de Provenza-Alpes-Costa Azul, departamento de Bocas del Ródano, en el distrito de Istres y cantón de Berre-l'Étang.
Su población en el censo de 1999 era de 6.595 habitantes.
Está integrada en la Communauté d'agglomération Salon-Étang de Berre-Durance.